# 排列方額蝦蛄
排列方額蝦蛄（学名：Bigelowina phalangium）为矮蝦蛄科方額蝦蛄屬下的一个种。